# Kaplica św. Anny w Głogowie
Kaplica pw. św. Anny w Głogowie – gotycka świątynia z XV wieku, rozebrana w 1972 roku. 

## Historia
Wzniesiona około 1435 roku obok kolegiackiego kościoła Wniebowzięcia NMP w Głogowie, wzmiankowana po raz pierwszy w 1441 roku. W czasie oblegania miasta przez wojska węgierskie (czerwiec 1488) poważnie uszkodzona, odbudowana w 1496. Od połowy XVIII wieku (wojna siedmioletnia), użytkowana przez wojsko jako magazyn. W 1872 roku wróciła w posiadanie Kościoła, z nakazu biskupa Henryka Foerstera zaadaptowana na pomieszczenia głogowskiej szkoły kolegiackiej, następnie użytkowana jako magazyn kościelny.

## Architektura
Budowla orientowana (z lekkim skrzywieniem osi, w kierunku południowego zachodu, związanym z ukształtowaniem poziomym wyspy), wnętrze salowe, zamknięte prezbiterium 3/8. Dach stromy, dwuspadowy, szczyt zachodni z blendami i ciągiem siedmiu pozornych okien. Sygnaturka w części zachodniej. Fasada rozczłonkowana skarpami: narożną i centralną, przy której dwie pary ostrołukowych okien. Wejście główne od południa, dodatkowe od północy. Wnętrze sklepione, najpewniej sklepieniem gwiaździstym. 
Z kaplicy św. Anny pochodził barokowy obraz znajdujący się w ołtarzu głównym kolegiaty, przedstawiający „Św. Magdalenę pod Krzyżem”.